# 1900년 하계 올림픽 크로케 혼합 복식
1900년 하계 올림픽 크로케 혼합 복식은 프랑스 파리에서 개최된 1900년 하계 올림픽 크로케의 세부 종목이다. 이 종목에 한 팀만 참가하게 되면서 경기를 진행하지 않고 프랑스 대표팀이 자동으로 우승하였다.

## 메달리스트
| 종목 | 금                               | 은   | 동   |
| ---- | -------------------------------- | ---- | ---- |
| 복식 | 프랑스 (FRA) · 아오무아트 · 요앵 | 없음 | 없음 |

## 참고 자료
- 국제 올림픽 위원회 - 1900년 하계 올림픽 크로케 경기 결과 (영어)
- De Wael, Herman. 《Herman's Full Olympians: "Croquet 1900"》. 2005년 11월 26일에 원본 문서에서 보존된 문서. 2006년 1월 10일에 확인함.
- Mallon, Bill (1998). 《The 1900 Olympic Games, Results for All Competitors in All Events, with Commentary》. Jefferson, North Carolina: McFarland & Company, Inc., Publishers. ISBN 0-7864-0378-0.
- Mallon, Bill (1995). 《The First Two Women Olympians》 (PDF). 2011년 5월 14일에 원본 문서 (PDF)에서 보존된 문서. 2010년 7월 14일에 확인함.